# مقتل الكسندرا مظهر
بالرياض قهوجي وصبابين قهوجي وصبابين قهوة بالرياض قهوجي صبابين الرياض مباشرين قهوة الرياض قهوجيين الرياض صبابين صبابين قهوة قهوجي بالرياض صباب قهوة صبابين في الرياض صبابين قهوة بالرياض
وقع مقتل الكسندرا مظهر في 25 يناير 2016 .مظهر يبلغ من العمر 22 عام يعمل عامل في المركز من أصل مسيحى لبناني، طعن من قبل طالب ذكر في ملجأ للقاصرين في مولندال - السويد. والمهاجم هو رجل صومالي يتظاهر بـ أنه لاجئ قاصر يبلغ من العمر 15 عام ولكن بعد الفحص الطبي تبين أنه كان على الأقل 18 عام.

## خلفية
تم قبول أكثر من 160.000 طلب لجوء للسويد عام 2015 والمجموع 35400 من اللاجئين القصر من غير ذويهم.
يقع مركز اللاجئين الذي حدث فيه الهجوم بالقرب من غونتبرغ وكان مخصص للقصر الذي تترواح اعمارهم ما بين 14 لـ 17 عام الذين وصلوا إلى السويد كـطالبى لجوء. يحتوى هذا المركز على عدة أقسام للرعاية والمعيشة ومركز مولندال واحد منهم. قد صرح الموظفون  في المركز في مركز اللاجئين عن قلقهم لـ رب عملهم والكسندرا نفسها صرحت بقلقها لوالدتها حول أن الوصى من الرجال الاقوياء ذو 24 عام وبدأ التحقيقات الأولى حول انتهاكات السلامة و الصحة المهنية في مارس عام 2016. وحدث هذا الهجوم بعد وقت قصير من طلب مفوض الشرطة الوطنية دان اليسون من 10000 موظفى وضباط الشرطة على تغطية الطلب المتزايد للامن في مراكز اللاجئين وتنفيذ عمليات الترحيل وحماية البلاد من الإرهاب.

## قتل
الحادث بدأ مع المشتبه به الذي حاول الانتحار بسكين تعود لمركز اللاجئين  ثم تم طعن الكسندرا، الموظف الوحيد في المركز وتم نقله إلى المستشفى مصاباً بجروح بالغة وخطيرة  وساعد زميلان من السكان في المركز الذي كان يضم 11 شاب في التغلب على المهاجم  كما طعن المشتبه به أحد الرجال في العملية لكنه تجنب وقوع اصابات كبيرة. امتنعت الشرطة عن التصريح بـ أي معلومات عن المهاجم لمدة 3 أيام وبعد ذلك صرحوا أنه عرف نفسه لدى دخوله السويد بـ اسم باسم يوسف خليف نور وعمره 15 عام من الصومال. في 11 فبراير صرحت جريدة جوتنبرجس بوستن السويدية ان مصحلة الهجرة السويدية في قراراها برفض طلبه للحصول على إقامة صرحت أن المهاجم كان عمره 18 عام أو أكبر. ووفقاً للادعاء في قضية الطعن أشارت الفحوص الطبية أنه بالغ. وتقييم المجلس الوطنى السويدى للامراض النفسية أن المهاجم يعانى من اضطرابات نفسية وأوصي بإجراء تقييم أكثر شمولاً قبل المحاكمة. وصف توماس ويستن رئيس شرطة مدينة ستوكهولم عملية القتل بأنها جريمة بارزة.

## الضحية
الكسندرا مظهر بالغة من العمر 22 عام من لبنان وقد عملت في المركز في الأشهر الاخيرة التي سبقت الهجوم بدافع الرغبة في عمل الخير وفقاً لما صرح به أحد أقاربها.

## بعد ذلك
زار رئيس الوزراء السويدي، ستيفان لوفن، موقع الهجوم. وفي وقت لاحق، صرح لـ راديو السويد أنه "يعتقد أن هناك العديد من الأشخاص في السويد يشعرون بقلق كبير من احتمال حدوث المزيد من الحالات من هذا النوع عندما تستقبل السويد الكثير من الأطفال والشباب الذين يأتون بمفردهم لـ طلب اللجوء ف ي اليوم التالي للطعن، دعت افتتاحية في اكسبريسن إلى طرد المهاجرين الذين ارتكبوا جرائم. أثار الهجوم المخاوف بشأن التزاحم في مراكز اللجوء السويدية ، وإمكانية أن يستفيد المهاجرون البالغون من القانون السويدى كـ تسجيلهم بشكل احتيالي كقاصرين.

## المحاكمة
في مايو 2016 اتهم المهاجم بقتل الكسندرا ومحاولة قتل ساكن آخر في مركز اللجوء ووفقا لصحيفة الاتهام فقد طعن 3 مرات قبل أن تفر لاحدى الغرف حيث أصيبت بقطع الاوعية الدموية في فخذها. وبحسب ما ورد قد حاول المهاجم  قتل نفسه وفي أغسطس 2016 حكم عليه بالحجز في الرعاية النفسية وأمر بدفع 300 الف كرونة سويدية كتعويض لعائلة الكسندرا وسيتم ترحيله ومنعه من العودة للسويد حتى عام 2026 وأيدت محكمة الاستئناف الحكم باستثناء أنها قررت تمديد الترحيل حتى 2031 .<ref name=":4"